# Hongro-Australiens
 (février 2024).
Si vous disposez d'ouvrages ou d'articles de référence ou si vous connaissez des sites web de qualité traitant du thème abordé ici, merci de compléter l'article en donnant les références utiles à sa vérifiabilité et en les liant à la section « Notes et références ».
Les Hongro-Australiens sont les citoyens australiens d'origine hongroise. Leur présence en Australie est essentiellement le fait d'une immigration importante liée à l'Insurrection de Budapest de 1956. Beaucoup d'entre eux et de leurs descendants sont devenus connus, par exemple le boxeur Joe Bugner (né en 1950), l'homme politique Nick Greiner (né en 1947) et le joueur de tennis Miklós Szabados (1912-1962).